# Beydağ-Talsperre
Die Beydağ-Talsperre (türkisch Beydağ Barajı) befindet sich am Kleinen Mäander (Küçükmenderes Nehri) in der westtürkischen Provinz İzmir.
Die Beydağ-Talsperre wurde in den Jahren 2005–2009 nördlich der Kleinstadt Beydağ etwa 100 km östlich der Provinzhauptstadt İzmir errichtet.
Sie dient hauptsächlich der Bewässerung und ist für eine Fläche von 19.650 ha ausgelegt.
Die Talsperre war ursprünglich als Steinschüttdamm mit Lehmkern konzipiert.
Das Absperrbauwerk wurde dann aber als Gewichtsstaumauer aus Walzbeton (RCC-Damm) realisiert.
Es wurde ein Walzbeton mit niedrigerem Zementgehalt (60 kg/m³) verwendet.
Als Abdichtung wurden eine PVC-Schicht und Betonfertigteile verbaut.
Die Staumauer hat eine Höhe von 95 m über Gründungssohle und 54 m über Talsohle. 
Sie besitzt ein Volumen von 2,312 Mio. m³.
Die Kronenlänge beträgt 800 m.
Der Umleitungsstollen hat eine Länge von 584,5 m, einen Durchmesser von 5 m sowie eine Kapazität von 151 m³/s.
An der Seite des Absperrbauwerks befindet sich eine Hochwasserentlastung mit einer Kapazität von 1275 m³/s.
Der 13 km² große Stausee besitzt ein Speichervolumen von 248 Mio. m³.